# Claudia Fajardo
Claudia Carolina Fajardo Rodríguez (Cortés, ngày 26 tháng 9 năm 1985) là một game bắn súng thể thao nữ của người Honduras. Tại Thế vận hội Mùa hè 2012, cô đã tham gia cuộc thi súng ngắn 10 mét nữ. Fajardo Rodriguez đạt thứ hạng 48 trong vòng loại và không thể vào vòng chung kết.